# Galla di Roma
Santa Galla, detta anche Galla di Roma (... – 550 circa), era la figlia di un patrizio romano, Quinto Aurelio Memmio Simmaco iunior, che, nei periodi burrascosi successivi al crollo dell'Impero Romano d'Occidente, mantenne buoni rapporti con i nuovi sovrani barbari e fu nominato prefetto nel 476, console nel 485 e anche capo del senato fino alla rottura con Teodorico, che lo fece condannare a morte nel 525.
Galla fu data in sposa a un giovane patrizio, che morì dopo appena un anno dalle nozze. La giovane vedova non volle più risposarsi e si ritirò in un monastero nell'area dell'antica basilica di San Pietro in Vaticano. San Fulgenzio di Ruspe la incoraggiò nella sua decisione scrivendole una famosa lettera, De statu viduarum (Lo stato delle vedove).

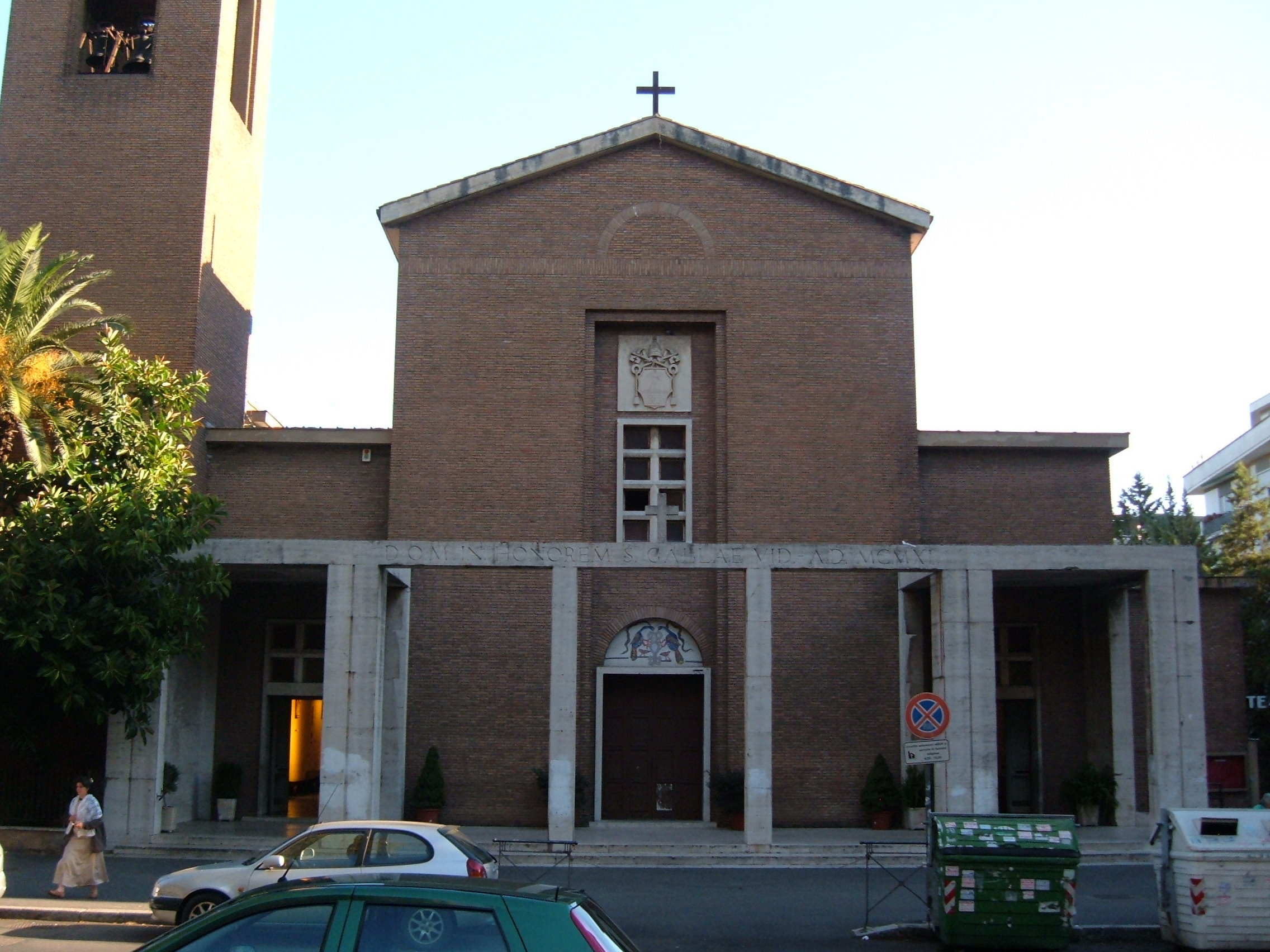
Chiesa di Santa Galla a Roma

Dopo una vita pia, morì intorno al 550.

## Culto
Il culto ha origini molto antiche.
Il Martirologio Romano la riporta al giorno 6 aprile: "A Roma, santa Galla, che, figlia del console Simmaco, alla morte del marito attese per molti anni presso la chiesa di San Pietro alla preghiera, alle elemosine, ai digiuni e ad altre opere sante; il suo beato transito è stato narrato dal papa san Gregorio Magno".
La chiesa storica a lei dedicata (nel centrale rione Ripa) fu demolita nel 1930. Come compensazione le fu dedicata una nuova chiesa, costruita nel 1940 in una diversa zona di Roma, nello specifico sulla Circonvallazione Ostiense, a ridosso del quartiere Garbatella.